# Joseph Mawbey
Joseph Mawbey, 1er baronnet (1730-1798) est un distillateur et un homme politique anglais qui siège à la Chambre des communes entre 1761 et 1790. Il est un partisan de John Wilkes.

## Jeunesse
Il est né près de Ravenstone, dans une maison à la frontière Derbyshire - Leicestershire, le 2 décembre 1730, quatrième fils et cadet de John Mawbey (décédé le 4 septembre 1754 à l'âge de 61 ans), et de sa première épouse, Martha, fille de Thomas Pratt (décédé en septembre 1737). Les deux parents sont enterrés à Ravenstone, où Joseph érige en 1764 un monument dans l'église. Vers l'âge de dix ans, il est emmené dans le Surrey par son oncle, Joseph Pratt, propriétaire principal d'une distillerie à Vauxhall. Mawbey entre dans l'entreprise à l'âge de 17 ans et la gère pendant de nombreuses années avec son frère John.

## Carrière politique
À la mort de son oncle en 1754, il hérite d'une propriété dans le Surrey et s'établit comme propriétaire foncier. Il est haut shérif de Surrey en 1757, achète le domaine de Botleys à Chertsey en 1763, sur laquelle il construit une grande maison, et pendant un quart de siècle, est président des sessions de Surrey. De 1761 à 1768 et de 1768 à 1774, il siège pour Southwark, son collègue dans la circonscription de deux membres étant Henry Thrale de 1765. Il est créé baronnet (30 juillet 1765) comme allié politique par le marquis de Rockingham.
Le 14 novembre 1768, John Wilkes présente une pétition par l'intermédiaire de Mawbey. Il couvre des points tels que l'affaire portée sur The North Briton, une allégation selon laquelle Lord Mansfield a modifié un dossier et une allégation selon laquelle Philip Carteret Webb a soudoyé Michael Curry, l'imprimeur de Wilkes et un témoin. Des discours de Mawbey sur la procédure contre Wilkes ont été publiés ultérieurement, dans les Débats de Henry Cavendish (2e baronnet). Mawbey est une force importante dans la Bill of Rights Society qui apporte un soutien pratique à Wilkes et prend le parti de Wilkes dans la lutte interne, conduisant à une scission au sein de la Société, avec des partisans de John Horne,.
En 1774, il se présente dans le comté de Surrey, mais est battu avec 1390 voix, par un accord multipartite négocié par George Onslow (officier) (en) qui ne voyait aucune chance de sa propre réélection. Francis Vincent, 7e baronnet et James Scawen sont réélus,. Le premier est décédé en mai 1775, provoquant une vacance; et en juin 1775, Mawbey est en tête du scrutin. Il est dans la même position en 1780, quand il a offensé certains de ses partisans whig par son refus de fusionner avec l'amiral Keppel ; et en avril 1784, il est réélu sans opposition.

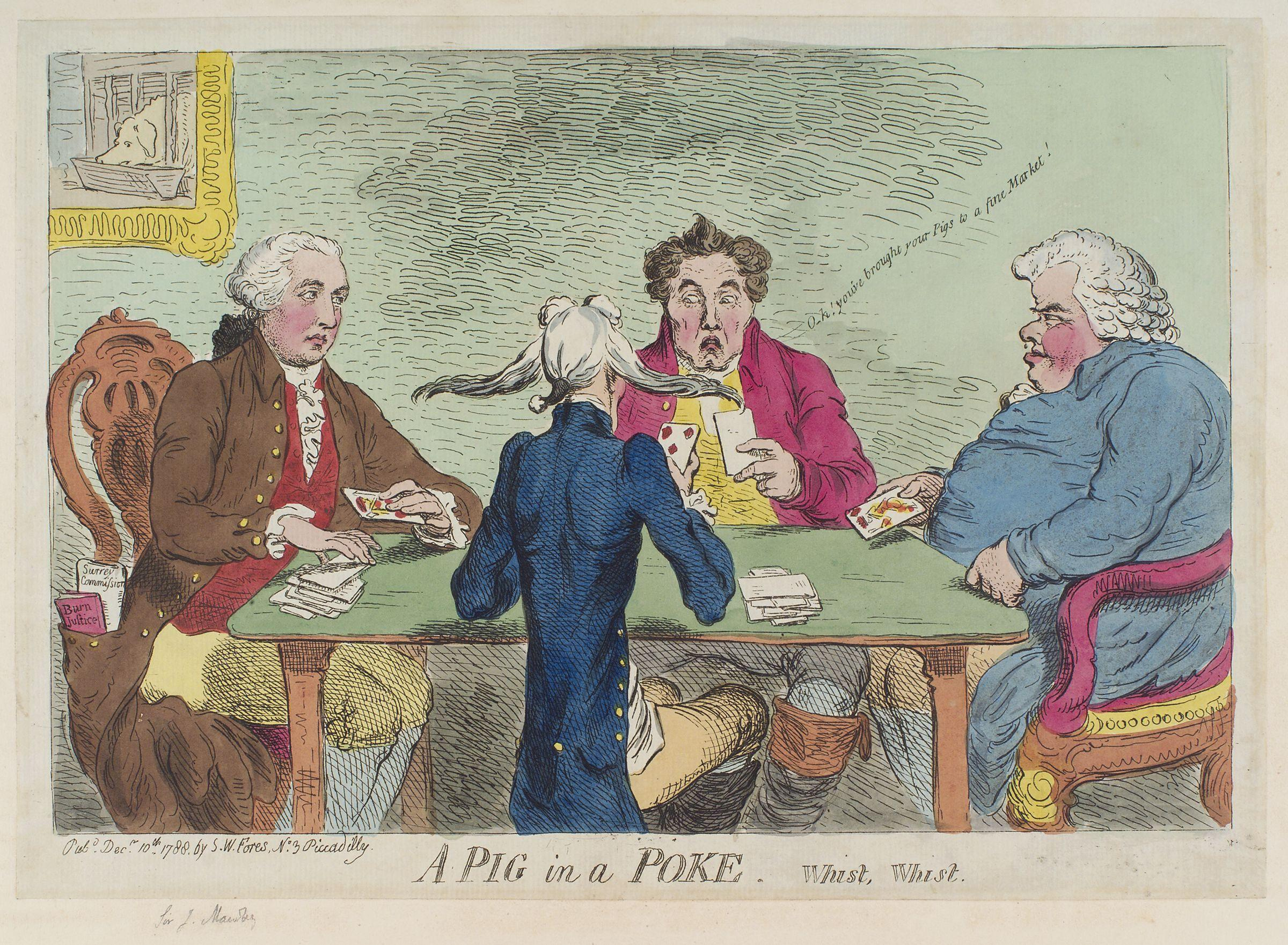
Un cochon dans un poke, 1788 caricature de James Gillray, éditeur Samuel William Fores, avec Sir Joseph Mawbey à gauche.

Mawbey est impopulaire auprès de la gentry locale. Il prétend être au-dessus des partis, mais est finalement une figure de plaisir et de satire: il est caricaturé par James Gillray. Il devient un partisan du Tory Pitt le Jeune. En 1790, cependant, il est vaincu par William Clement Finch qui bénéficie du soutien du Trésor .
Mawbey cesse alors de siéger au Parlement. Il meurt à Botleys, le 16 juin 1798, et est enterré dans le caveau familial du chœur de l'église de Chertsey, où sa femme et plusieurs de ses enfants sont enterrés.

## Famille
Il épouse en août 1760 Elizabeth, seule fille survivante de son cousin, Richard Pratt de Vauxhall, et à la mort de son frère en 1766, elle hérite de la propriété. Elle est décédée à Botleys, le 19 août 1790, ayant eu neuf enfants, dont quatre sont alors en vie. Le deuxième et dernier baronnet est Joseph Mawbey, décédé le 28 août 1817. Le domaine de Botleys est vendu par ses fiduciaires en 1822. Plusieurs membres de la famille de Pratt sont enterrés à Lambeth, et un monument a été érigé par Mawbey à leur mémoire en 1779.

## Travaux
Mawbey est l'auteur de La bataille d'Epsom. Une nouvelle ballade (anonyme, 1763), sur une réunion convoquée pour rédiger une adresse de remerciements pour la paix récente; c'était la première production imprimée par Wilkes dans sa presse privée, et elle est réimprimée pour la vente à Guildford et à Londres la même année. Il est également crédité de quelques réflexions sur la Révolution française. Une des traductions de la citation de Lord Belgrave dans les " Mélanges politiques" à la fin de la Rolliad lui est attribuée.
En plusieurs versements dans le Gentleman's Magazine (1791 à 1797), Mawbey écrit une biographie de "Hesiod" Cooke . Il prend parti pour Cooke en critiquant David Mallet. Cooke avait laissé à Mawbey ses manuscrits, et ces articles constituent le récit biographique le plus complet de lui.